# Gęsikowo
Gęsikowo (deutsch Labuch (Forst)) ist ein Ort in der polnischen Woiwodschaft Ermland-Masuren. Er gehört zur Gmina Biskupiec (Stadt- und Landgemeinde Bischofsburg) im Powiat Olsztyński (Kreis Allenstein).

## Geographische Lage
Gęsikowo liegt in der nördlichen Mitte der Woiwodschaft Ermland-Masuren, 23 Kilometer südwestlich der früheren Kreisstadt Rößel (polnisch Reszel) bzw. 36 Kilometer nordöstlich der heutigen Kreismetropole und auch Woiwodschaftshauptstadt Olsztyn (deutsch Allenstein).

## Geschichte
Der vor 1820 Labuch Wielka, nach 1820 Jablonowogenannte kleine Ort war eine zum Forst/Oberförsterei Sadlowo (polnisch Sadłowo) gehörende Försterei. Als solcher wurde er 1874 mit zahlreichen anderen Förstereien, Forstdienstgehöften, Kolonien und Seen in den neu gebildeten Amtsbezirk Sadlowo im ostpreußischen Kreis Rößel einbezogen. Am 15. November 1928 dann wurde die Försterei Labuch aus der Oberförsterei Sadlowo aus- und in die Stadtgemeinde Bischofsburg eingegliedert, zu der sie bis 1945 gehörte.
In Kriegsfolge kam die Försterei Labuch 1945 mit dem gesamten südlichen Ostpreußen zu Polen und erhielt die polnische Namensform „Gęsikowo“. Heute ist die Waldsiedlung (polnisch „Osada leśna“) eine Ortschaft innerhalb der Stadt- und Landgemeinde Biskupiec (Bischofsburg) im Kreis Allenstein, zwischen 1975 und 1998 der Woiwodschaft Olsztyn, seither der Woiwodschaft Ermland-Masuren zugehörig.

## Kirche
Bis 1945 war das Forsthaus Labuch in die evangelische Kirche Bischofsburg (polnisch Biskupiec) in der Kirchenprovinz Ostpreußen der Kirche der Altpreußischen Union, außerdem in die römisch-katholische Kirche Wengoyen (polnisch Węgój) im damaligen Bistum Ermland eingepfarrt.
Das heutige Gęsikowo gehört weiterhin zur römisch-katholischen Kirche Węgój, jetzt im Erzbistum Ermland gelegen. Die evangelischen Einwohner sind der Kapellengemeinde Biskupiec, einer Filialgemeinde der Pfarrei Sorkwity (Sorquitten) in der Diözese Masuren der Evangelisch-Augsburgischen Kirche in Polen zugeordnet.

## Verkehr
Gęsikowo liegt an einer Nebenstraße, die bei Zameczek (Neu Chatell) von der Woiwodschaftsstraße 596 abzweigt und über Łabuchy (Labuch, Dorf) nach Wólka Wielka (Groß Wolka, 1938 bis 1945 Großwolken) führt. Eine Bahnanbindung besteht nicht.